# 알파라비 카자흐 국립 대학교

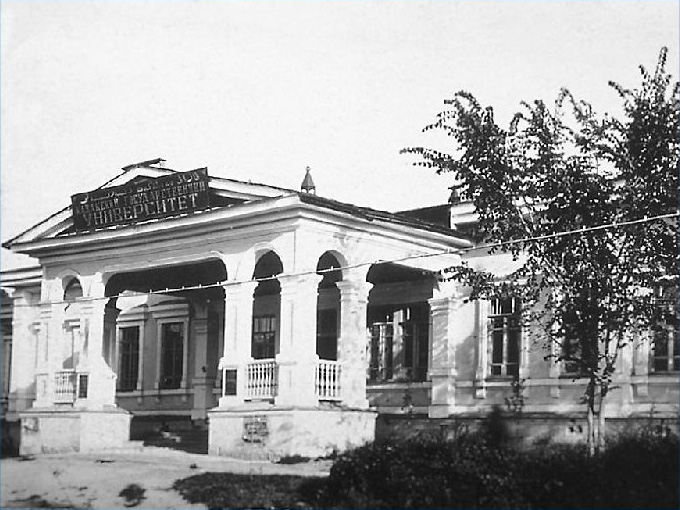

알파라비 카자흐 국립 대학교(카자흐어: Әл-Фараби атындағы Қазақ ұлттық университеті)는 카자흐스탄 알마티에 위치한 국립 대학교이며 1934년에 첫 개교되었다.